# Gallur
Gallur település Spanyolországban,  Zaragoza tartományban. Gallur Magallón, Mallén, Novillas, Tauste, Pradilla de Ebro és Boquiñeni községekkel határos. Lakosainak száma 2603 fő (2024).

## Népesség
A település népessége az utóbbi években az alábbiak szerint változott:
| Lakosok száma | 2945 | 2938 | 2996 | 3026 | 2882 | 2779 | 4514 | 2596 | 2563 | 2603 |
|               | 2001 | 2004 | 2007 | 2009 | 2012 | 2014 | 2017 | 2019 | 2022 | 2024 |